# 異型細胞
異型細胞（いけいさいぼう）とは、検査材料を光学顕微鏡を使って観察した場合に、形態が正常から隔たっている細胞をさす。ヘテロシスト（Heterocyst）、異形細胞、異質細胞とも。藍藻においては窒素固定のために特殊化した細胞を指す。
細胞や器官組織の形態が正常から隔たる原因は、癌や肉腫などの悪性腫瘍ばかりでなく、良性腫瘍や炎症などの疾患によっても、細胞や器官組織の活動状態が正常と異なってくるために、形態の変化として観察されるようになるためである。
細胞診断では細胞形態の変化した異型細胞(atypical cell)を、病理診断では主として器官組織形態の変化した異型組織を光学顕微鏡で発見し、診断するわけであるが、これら細胞や器官組織の異型(atypia)が悪性腫瘍によるものか、良性腫瘍によるものか、炎症などの非腫瘍性疾患によるものなのかを判別することが、細胞検査士や病理医の医療における重要な役割である。